# 豊田工業大学
豊田工業大学（とよたこうぎょうだいがく、英語: Toyota Technological Institute、公用語表記: 豊田工業大学）は、愛知県名古屋市天白区久方2丁目12-1に本部を置く日本の私立大学。1981年創立、1981年大学設置。大学の略称はTTI。

## 概観

### 大学全体
発明王・豊田佐吉とその長男で、日本の自動車産業の礎を築いた豊田喜一郎は、社業繁栄の暁には「大学」を設立し、日本の将来を担う技術者を育成することにより、社会に貢献したいと考えていた。その夢と精神は語り継がれ1981年（昭和56年）にトヨタ自動車の社会貢献活動の一環として設立された。社会貢献として設立された経緯により、入学金が私立大学としては群を抜いて安く、学費に関しては国立大学より少し高い程度である。所在地は愛知県名古屋市天白区であり、豊田市ではない。
もともと社会人大学として設立された経緯から、かつては工業技術に関する実務経験がないと事実上入試は受験できず、そのため予備校などの入試難易度ランキングの対象から外されていた（ただし中学校卒業後、トヨタ工業高等学園を修了した場合は実務経験ありとされていた）。現在は学生の大半が一般学生であり、社会人学生は一割程度となっている。授業などでの教育も一般の4年制大学に近い。なお、自動車についての講義はほとんど行われていない。徹底した少人数制と学部1年と3年次に全員必修で4～5週間企業で行うインターンシップなど豊富な体験型教育プログラム、学部1年次の全寮制など教育プログラムが充実している。開学以来就職決定率は100％となっている。一方で、卒業に必要な単位数が一般的な大学よりも多く、単位認定に厳しいことで知られ、四人に一人は留年している。
大学と産業界が良きパートナーとして、互いに研鑚し合う中で教育・研究を推進することにより、豊かな人間性と創造的な知性を備えた実践的な開発型技術者の育成を目指している。

### 体験的学習の重視
塾的大学としての長所を最大限に生かし、個別指導に近い形で"体験的学習"を進めるため、学内における演習、実習、実験、卒業研究、ならびに生産現場における学習(学外実習)等の授業時間数を他の工学系大学に比し多く配分した。これは、理論を学んでから実務に従事する場合と、逆に実務に従事し、必要に応じて理論を学ぶ場合とを比較すると、「初歩学習では双方の差はないが、独創性のある人間は後者から多く輩出する」との欧米での実験結果に基づいている。日本の大学はおしなべて前者の教育システムを採っている一方、開学当初は実務経験者を優先的に入学させる唯一の大学であったため、広く産業・教育関係者の注目を集めることとなった。

### 評価
QS世界大学ランキング2024(2023年)では第446位、アジア301-350位、日本国内第12位である。私立大学としては、早稲田大学、慶應義塾大学に次ぐ第3位であり、また、教員一人当たりの論文被引用数の指標は日本国内の大学としては唯一の世界50位以内であった。一方、THE世界大学ランキング2025では、世界1001+～1200位で国内20位タイ、私立大学では国内5位タイである。その他には、有名企業400社実就職ランキングでは1位であり、2年連続の1位となるなど、有名企業への就職に強みがあるとされている。

## 沿革

### トヨタ自動車による大学設立構想

#### 大学設立構想の萌芽
トヨタ自動車の創設者である、豊田喜一郎は創業時、「社業繁栄の暁には大学を設立したい」との夢を抱いていた。その後、トヨタ自動車工業は厳しい状況が続きながらも、経済の高度成長を背景に、大きな発展を遂げた。昭和49年10月には、人間のよりいっそうの幸せを願い、福祉社会の発展に資するため、財団法人トヨタ財団が設立される。以来、総額100億円の基金を順次積み立て、その寄付のめどがついた昭和52年に、豊田英二社長(当時)と 豊田章一郎、花井正八の両副社長は、大学創設という永年の宿願を果たすべき時期がきたと判断した。花井副社長から教育部に対し、トヨタ財団を上回る規模で第2の社会貢献事業として、大学設立に関する調査・検討が命じられた。

#### 大学設立構想の検討に着手
トヨタ自動車工業教育部では、昭和52年2月、係長職1名を担当者として大学設立に関する調査・検討に着手した。担当者は、国内大学はもとより、同じ自動車メーカーであるゼネラルモーターズ社が運営しているGMIや、マサチューセッツ工科大学等、海外にも目を向け、幅広く大学に関する情報収集に努めた。同年8月には、教育部の堀内稔夫次長が大学設立準備事務の総括者として参画し、文部省の関係部署を幾度も訪問して、大学設立に関する制度等について教えを受ける一方、トヨタ自動車工業経営陣とも緊密な調整を重ねながら、構想の具体化を推し進めた。同時に、わが国の大学教育の実態を調査するほど、トヨタ自工の経営陣と教育部の担当者は、大学のレジャーランド化や学生の質低下などの問題の深刻さを痛感し、「私企業が社会貢献を目的に、資金を寄付して設立しようとする大学である。採算は合わなくとも、明日の産業界を担う技術者の育成を夢に描き、鮮明な建学理念を掲げる大学をつくろう」とする思いはいっそう強いものとなった。教育部の担当者が、まず念頭においたのは"小粒でもピリッ"とした、教育界や産業界に対する訴求力のある工業大学の創設であった。これは「教育の基本はマンツーマンである」との考え方から出発し、"小さな塾的大学"のなかで、研究に携わる教員の真摯な姿に学生が身近に接することにより、学生一人ひとりの人間形成の助長を意図するものであった。また、担当者が人材育成方法を幅広く調査していくなかで、イギリスの工学系大学では、大学での3年間の教育課程の前か後、あるいは途中に2年間の実務訓練をはさんだサンドイッチ型のカリキュラムを編成していることがわかったほか、GMIでは高卒者を受け入れ、5年間のカリキュラムを組んで会社と大学を6週間ずつ行き来させ、2年次終わりの段階で専門課程を選ばせ、GM社における配属事業部も決定するシステムをとっていたこともわかった。これらは、本学の構想を考える上で多くの示唆を与えることとなった。

#### 設置に向けて
大学の設置場所の選定は、教育・教育を進めるにふさわしい落ち着いた環境の地を前提としていたが、優秀な教員を招聘するためには、大都市に近い方が好都合であった。ちょうどその頃、株式会社豊田中央研究所が将来に備え、名古屋市天白区久方の地から郊外に移転し、研究機能の一段の充実を図る構想が浮上してきた。立地の点では閑静な住宅街にあり、規模的にも格好な物件であった。設備面でも、動力等の配管・配線等を備えた研究室等はもちろんのこと、研究活動のための各種施設・設備が完備されており、若干の改造を施すことにより、教育・研究施設にふさわしい環境が整備できるものと考えられた。

### 設立準備活動

#### 構想の具体化
昭和50年8月、工藤英明(横浜国立大学工学部教授)、佐田登志夫(東京大学工学部教授)、曽田範宗(理化学研究所理事)、武山斌朗(東北大学工学部教授)、永澤満(名古屋大学工学部教授)、西口公之(大阪大学工学部教授)、森美郎(京都大学工学部教授)らをメンバーとして、アドバイザーグループを編成した。8月30日のアドバイザー会議においては、教育部が提示した大学設立基本構想案に対し、次のような意見が出された。
1. 賛同された点
  - 少人数教育(塾的教育)の考え方には賛成である。
  - 既存の枠にとらわれない学科編成がぜひとも必要である
  - 実務経験者を入学させるのは、ユニークな試みである(ただし、質の面での心配はあろう)。
  - 一定の学力水準は必要だが、大切なのは学力よりも勉学意欲である。
2. 懸念された点
  - 優れた大学をつくるためには、優れた学生とともに優れた教員を集めることが不可欠である。しかし、優秀な教員を集めるのは企業が考えている以上に難しい。
  - 大学は50年、100年といった長期的視野で考えなければならない。財政的基盤をトヨタ自工1社からの継続的援助に頼るのは、長期的にみて不安がある。
  - 研究の自由(成果の公開等)がどの程度保障されるか心配である。それが保障されないと優秀な教員は集められない。教育・研究の内容は、基本的にはそれぞれの教員に任せるべきである。
3. その他
  - 大学をつくるなら"アンチ・ミニ東大"の気概をもち、私学の良さを打ち出すべきである。

#### 大学名の決定
大学名を検討する際に、"トヨタ"もしくは"豊田"の名を冠するか否かが議論された。その結果、トヨタ自工が将来にわたり大学運営に関し責任を負うという意味合いから、その名を使うこととした。しかし、その場合も"トヨタ"にすると、企業のイメージが前面に出すぎて不必要な誤解を招く恐れもあったため、豊田佐吉翁から由来する豊田家および理事長の姓でもある"豊田"を使用することとなった。また、議論の過程では「大学の名称にもユニークさを示してはどうか」の意見があり、「豊田工科大学」「豊田技塾大学」等の名称も候補として検討された。英文名称は、当初は第1案として"Toyota Institute of Technology(TIT)"が考えられていた。しかし、「TITは、東京工業大学の英文名略称と同じである」等の意見もあり、"Toyota Technological Institute(TTI)"が採用された。

### 年表
- 1977年（昭和52年）2月- トヨタ自動車工業教育部内で大学設立に関する検討に着手。
- 1979年（昭和54年）4月- 学校法人トヨタ学園を大学設置母体に決定。
- 1979年（昭和54年）5月- 学校法人トヨタ学園の理事長に豊田英二トヨタ自動車工業社長が就任。
- 1981年（昭和56年）1月 - 大学の設置が認可される、開学（日本初の社会人大学として誕生）[15]。
- 1984年（昭和59年）3月 - 大学院修士課程が設置認可される[15]。
- 1985年（昭和60年）3月 - 新図書館・講堂が完成。
- 1993年（平成5年）4月 - 一般学生の受け入れを開始する[15]。
- 1995年（平成7年）3月 - 大学院博士後期課程が設置認可される[15]。
- 2001年 (平成13年) 4月 - 工学部の「機械システム工学科」および「制御情報工学科」を「先端工学基礎学科」に改組[15]。
- 2002年 (平成14年) 4月 - 大学院修士課程の専攻名称を「生産基礎工学専攻」から「先端工学専攻」に改称[15]。
- 2003年 (平成15年) 6月 - 南山大学との大学連携協定締結[15]。
- 2003年（平成15年）9月 - 豊田工業大学シカゴ校（TTIC）開校[15]。
- 2005年（平成17年）4月 - 「テニュア・トラック制」による教員採用を開始。
- 2005年（平成17年）5月 - 先端工学基礎学科内「専修プログラム」がJABEE（日本技術者教育認定機構）に認定[15]。
- 2006年（平成18年）7月 - 「魅力ある大学院教育」イニシアティブ(文部科学省)に採択。
- 2009年（平成21年）10月 - 豊田工業大学シカゴ校　米国認証評価を取得[15]。
- 2010年（平成22年）4月 - 愛知大学との連携協定締結[15]。
- 2014年（平成26年）7月 - キャンパスリニューアル工事開始[15]。
- 2019年（令和元年）5月 - 名古屋市立大学との連携協定締結[15][16]
- 2020年（令和2年）7月 - 新キャンパス完成[15]。

## 歴代学長・理事長
| 代 | 氏名      | 就任年月  |
| -- | --------- | --------- |
| 1  | 豊田 英二 | 1979年5月 |
| 2  | 豊田 達郎 | 1998年6月 |
| 3  | 瀧本 正民 | 2011年6月 |
| 4  | 増田 義彦 | 2017年6月 |

| 代 | 氏名                                 | 就任年月  |
| -- | ------------------------------------ | --------- |
| 1  | 長尾 不二夫（名誉学長：1984-1992年） | 1981年1月 |
| 2  | 駒井 又二                            | 1984年9月 |
| 3  | 小林 清志                            | 1990年9月 |
| 4  | 永澤 満（名誉学長：2004-2020年）     | 1996年9月 |
| 5  | 生嶋 明                              | 2004年9月 |
| 6  | 榊 裕之（名誉学長：2021年6月～）     | 2010年9月 |
| 7  | 保立 和夫                            | 2019年9月 |

## 教育および研究

### 特色ある体験的教育科目

#### 工学スタートアップセミナー
トヨタ産業技術記念館の見学や、豊田工業大学の建学の理念や教育・研究の特色を学び、大学での学修、研究、生活のあり方を理解する。また、創造力やチームで働く力を養うことを目的に、イノベーションコンテストなども実施する。　学部1年の必修科目である。

#### トヨタ生産方式概論
トヨタ自動車から講師を招き、ものの作り方や仕組みが、安全、品質、リードタイムや原価と密接に関連性を持つことを学ぶ科目。講義、演習、ディスカッションに加え、作業改善の模擬体験も行い、理解を深める。学部3年生の選択科目である。

#### 学外実習Ⅰ・Ⅱ・Ⅲ
昭和54年春、トヨタ自動車工業の森田正俊専務が、京都大学岡本道雄総長に面会した際に、同総長から以下のような発言があった。
ここから発展していった森田専務の考え方は、「日経メカニカル」(昭和54年12月24日誌)に「"付属病院"付きの工業大学をつくりたい」の記事としても紹介され、広く産業界や教育界の共鳴を呼んだ。この考え方が受け継がれたのが、「学外実習」である。
現在、学外実習Ⅰは、学部1年生の春休み中の4週間で実施される必修科目であり、企業の生産工程における実作業（ライン作業など）の体験および生産工程実習を通して、工業と工学のかかわり合いを学ぶ。
学外実習ⅡとⅢは、学部3年生の春休み中の5週間(Ⅲは追加で1週間)で実施される必修科目(Ⅲは必修ではない)であり、企業における技術的課題を解決する過程において、各自が習得した工学知識の成果を問題解決に応用する。
また、大学院（修士課程/博士後期課程）にもインターンシップを導入し、さらに高度な実習を行っている。
2024年度現在、トヨタ自動車、デンソー、豊田中央研究所を含む、多くのトヨタグループの企業をはじめとして、ソニーグローバルマニュファクチャリング&オペレーションズ、三菱電機、キオクシアなど、計45社が学生を受け入れている。

### 組織

#### 学部
- 工学部
  - 先端工学基礎学科
    - 機械システム分野
    - 電子情報分野
    - 物質工学分野

※ 学生募集は学科でまとめて募集され、一学年百人である。二年後期より各分野に配属され、四年次より研究室に配属される。(研究室には、4年次で正式配属となるが、一定の条件を満たした場合、3年次後期から　研究室での指導を受けることができる、プレ配属制度も存在する。)
※ 他に「一般教育分野」という区分があり、「人文科学（哲学）」、「外国語（英語）」、「健康・体力」などの研究室が配置されている。ただし、これらは主に教養科目・基礎科目を担当する教員が所属している部署を表しており、学生がゼミ配属されることはない。

#### 大学院
- 工学研究科
  - 先端工学専攻（修士課程）
  - 情報援用工学専攻（博士後期課程）
  - 極限材料専攻（博士後期課程）

### 付属機関

#### 研究センター
学際的共同研究を進めるために、学内に独自研究センターを設置し、内外の研究者と国際共同研究や産学共同研究などを進めている。また、文部科学省や経済産業省からの公的支援も受け最先端の分野横断的な研究を進めている。
- 独自研究センター
  - スマートビークル研究センター（2010年（平成22年）設立）
  - スマートエネルギー技術研究センター（2012年（平成24年）設立）
  - スマート光・物質研究センター（2016年（平成28年）設立）
  - スマート情報技術センター（2021年（令和3年）設立）[23]
  - 次世代文明センター（2016年（平成28年）設立／2020年（令和2年）新体制）[24]

### 研究(終了済みのものを含む)

#### 文部科学省　ナノテクノロジープラットフォーム事業　ナノテクノロジー支援事業[25]
- ナノテクノロジーネットワーク(中部地区ナノテク総合支援)(2.1億円)
- ナノテクノロジー・プラットフォーム(1.5億円)

- 文部科学省マテリアル先端リサーチインフラ（ARIM）事業(2.0億円)[25]

　 2021年度から10年間の文部科学省マテリアル先端リサーチインフラ（ARIM）事業のうち、高度なデバイス機能の発現を可能とするマテリアル領域（ハブ機関：東北大学）に、スポーク機関として筑波大学、香川大学と共に採択された。支援内容は以下の通りである。
- （1）シリコン超微細加工と評価の支援
- （2）MEMSデバイスの作製と評価に関する支援
- （3）化合物半導体量子構造の作製、評価、応用に関する支援
- （4）カーボン系ナノ材料、化合物半導体・シリコン系ナノ構造の作製と評価の支援
- （5）プローブ顕微鏡による表面科学計測、ナノカーボン創製と応用の支援
- （6）スピントロニクス材料とデバイスの作製と評価の支援

#### 文部科学省　ハイテク・リサーチ・センター整備事業 宇宙ロボティクス研究センター[26]
- 宇宙ロボティクス(第1期/2.4億円)
- 宇宙ロボティクス(第2期/2.4億円)

#### 文部科学省 学術フロンティア推進事業 未来情報記録材料共同研究推進センター[27]
- 未来情報記録材料(第1期/2.4億円)
- 未来情報記録材料(第2期/2.1億円)

#### 文部科学省　ハイテク・リサーチ・センター整備事業 ナノ格子新技術開発研究センター[28]
- ナノ格子新技術開発(第1期/1.5億円)
- ナノ格子新技術開発(第2期/2.1億円)

#### 文部科学省　私立大学戦略的研究基盤形成支援事業 高分子基盤研究推進センター[29]
- 高分子構造物性相関高度解析(3.4億円)
- 高度制御汎用性高分子開発のための基盤研究推進(2.6億円)

#### 文部科学省　ハイテク・リサーチ・センター整備事業 先端知能システム・デバイス統合研究センター[30]
- 先端知能システム・デバイス統合研究(4.3億円)

#### 文部科学省　私立大学戦略的研究基盤形成支援事業 難環境作業スマート機械技術研究センター[31]
- サステナブル小型・軽量機械システム開発へ向けた基盤技術研究(3.7億円)
- 難環境作業スマート機械技術の開発(5.1億円)

#### 文部科学省　私立大学戦略的研究基盤形成支援事業 グリーン電子素子・材料研究センター[32]
- 局所構造制御によるスマート材料・素子の研究(4.2億円)
- ミクロ・メソ構造制御による革新グリーン電子素子・材料技術の基盤形成(5.3億円)

#### 文部科学省　私立大学戦略的研究基盤形成支援事業 先進触媒開発研究センター[33]
- 水素原子・分子の活用技術革新のための先進触媒の研究(3.3億円)

　「水素」を日常生活や産業において利用する「水素社会」の構築へ向けて、水素の発生や活用技術の高度化と物質製造プロセスの革新を実現するために「デザインされた高機能触媒」の開発を行っている。

#### 文部科学省 私立大学戦略的研究基盤形成支援事業 先端フォトンテクノロジー研究センター[34]
- 先端フォトニクス材料・先端フォトンエネルギー(第1期/3.5億円)
- 先端フォトニクス材料(第2期/2.4億円)
- 超高効率光起電力変換共同研究(1.3億円)
- 超オクターブ光波制御(第3期/3.9億円)
- 超オクターブフォトニクス(第4期/4.5億円)

#### 国立研究開発法人 科学技術振興機構（JST）
- ホウ化チタン焼結体製造技術(3.5億円)
- 複過飽和吸収体を用いた全光型トランジスタ(0.6億円)
- 液中放電法によるセラミック系膜形成装置(8.0億円)
- 太陽光発電技術開発研究開発(1.7億円)
- 光トライオードを用いた負帰還光増幅器の開発(1.5億円)
- 液晶と金属ー有機構造体の異種相間複合化と機能開拓

#### 国立研究開発法人 科学技術振興機構（JST）戦略的創造研究推進事業（CREST）【代表】
- 異常電子熱電伝導度と異常格子熱電伝導度の制御(2018年度～2023年度)(2.5億円)
- 超短赤外パルス光源を用いた顕微イメージング装置の開発と生命科学への応用(2017年度～2022年度)(2.7億円)

##### 国立研究開発法人 新エネルギー・産業技術総合開発機構（NEDO）
- 電子ビーム励起プラズマ
  - 新機能材料創成(2.5億円)
- 超高効率・低コスト太陽電池モジュールの研究開発
  - 太陽光発電システム未来技術研究開発(1.2億円)
  - 革新的太陽光発電技術研究開発(5.5億円)
  - 超高効率・低コストⅢ・Ⅴ化合物太陽電池モジュールの研究開発(2.7億円)
- 日EU共同開発拠点
  - 集光型太陽電池モジュールシステムの日欧共同開発(1.9億円)
- 結晶シリコン太陽電池の研究開発
  - 太陽光発電システム次世代高性能技術の開発(7.8億円)
  - 先端複合技術シリコン太陽電池プロセス共通基盤に関する研究開発(3.5億円)
  - 太陽光発電主力電源化推進技術開発・太陽光発電の新市場創造技術開発・移動体用太陽電池の研究開発(1.7億円)
- エネルギー・環境分野における革新的技術の国際共同研究開発
  - 航空機の高効率・高性能化を目指した気流制御デバイスの国際共同研究開発(1.5億円)

## 施設

### 新キャンパスプロジェクト
2011年の開学30周年を機に移転も含むキャンパス刷新を検討してきたが、近年の地下鉄相生山駅および名二環鳴海インターの開設にともない、キャンパス周辺の利便性が向上したため、移転をせず、建て替えることが最善であると判断された。設計は株式会社久米設計、主たる施工会社は株式会社大林組が担当することとなった。なお、期間中の工事は、教育・研究活動への影響を低減できるように、仮設校舎を作らない段階的建て替え方式が採用された。

#### 中央棟
2020年6月に完成した。中央棟1階には、建学の理念「研究と創造に心を致し 常に時流に先んずべし」の言葉を遺した、豊田佐吉翁が1890年発明、翌年初めて特許を取得した豊田式木製人力織機の実機をもとに、トヨタ自動車が忠実に複製したものを展示している。学部1年生は、これの体験をすることが必須である。

#### 南棟
2018年2月に完成した。"つなぐ"をキーワードとして、設計されている。
1. 人を"つなぐ"
  - 研究実験エリア - 研究室・教員居室ゾーンは、配置を工夫し上下の空間的なつながりを増すことにより、異なる研究室間のコミュニケーションを高める配慮をしている。
  - 教室 - 大きな講義室でも奥行を浅めにし、階段型にしたことで教員との距離が近くなり、密なコミュニケーションがとれるようになっている。
  - コミュニケーション - 学生部をはじめとする事務局や学生支援センターを5階に集中配置したことで、学生が授業間に移動する際に立ち寄り、職員とのつながりをもつことができる。保健室もこのエリアにあるので、気軽に健康チェックができる。 また、小規模なコミュニケーションスペースを各所に設けており、授業の合間の予習・復習や歓談など気軽に活用できる。
2. 伝統と未来を"つなぐ"
  - 創造性開発工房 (Eiji工房) - 旧4号棟に設けられていた「工作実習工場」が、創造性開発センター内に「創造性開発工房」としてリニューアルした。優れた実習工場を設け活用することの大切さを説いた、本学創設者で初代理事長の豊田英二氏の精神を継承するため、その愛称を「Eiji工房」としている。
  - 建物デザイン - トヨタ創業の地「トヨタ産業技術記念館」のレンガ造りを彷彿させる建物デザインを踏襲している。南(S)棟の3階入り口は旧1号棟の雰囲気を再現したものである。
3. 大学と地域・環境とを"つなぐ"
  - 傾斜を生かした大階段や緑の小道は地域住民の生活動線としての利用を想定している。

#### 豊田喜一郎ホール
国際会議も開催できる、オーバル（楕円形）型の多目的施設。30面体のレンガ風建物が重厚感とや躍動感を両立させ、シンボル的存在となっている。また、舞台の高さをおさえ、客席との距離を縮めたことで、臨場感を感じられる設計となっている。さらに、ヤマハ社製の音場支援システム「AFC」を取り入れ、室内の残響感・音量感・拡がり感を自然に変化させ、講演会や演奏会など用途に適した音響空間を演出することができる。ホール名は創造的技術人材育成のため、大学設立の夢を抱いた豊田喜一郎氏に由来し、建学の精神と本学誕生の経緯を心に留めてほしいとの思いが込められている。

### 寮

#### 新久方寮
キャンパス内に学生寮（名称：久方寮）を備え学部1年次は全学生が寮生活を送る。2年次以降はサポーター役と抽選による一般寮生として寮に住むことが出来る。全室個室、冷暖房完備、デスクやベッドの他、テレビアンテナ端子、インターネット接続端子（接続料無料）等の設備も用意されている。現在は、キャンパスリニューアル計画の一環として新築された新久方寮が2017年（平成29年）より稼働している。また、1年生は個室8室をひとつの単位として1ユニットとし、それぞれに「コモンルーム」として、リビング、キッチン、トイレ、ランドリーなどを共有する。各コモンルームは「コモンモール」と呼ばれる芝生空間に面しており(女子寮を除く)、「縁側風」に配置され、お互いのコモンルームの様子が互いに把握できる「長屋的」構造となっている。各個室へは、コモンルームを通り抜ける必要があるため、おのずとコミュニケーションの機会が増えるようになっている。一般寮生等は、「ユーティリティ」として、キッチン、トイレ、ランドリーなどを共有し、リビングが存在しない。敷地面積は8,269m2で、延べ床面積は6,473m2、鉄筋コンクリート造の3階建てで、居室は213室ある。

#### 旧久方寮
旧久方寮は3棟からなる。第1棟(4階建、4.5畳×52室)は豊田中央研究所が独身寮として使っていた施設を改造整備したものである。第2棟(5階建、6畳×40室)は開学目前の昭和56年3月に、第3棟(5階建、6畳×40室)は昭和57年3月にそれぞれ新築し、全室とも個室で冷暖房を完備した。寮名は学生と教職員から公募した。16件の応募があり、「久方」「志風」「鳳泉」「蒼成」の4案に絞られたのち、「久方寮」と決定された。「久方」は大学および寮の所在地からとったもので、第一次投票では選考にもれたが、自然の恵みを表す枕詞で縁起が良い名称であるとされ、再浮上した。各フロアは、寮生間の懇談や打ち合わせ、勉強会等、相互の交流を活発にすることを目的に設置した「コモンルーム(Common Room)」(名称はオックスフォード大学の学生寮を参考にした)を中心に、個室8室をひとつの単位とした構造とし、これを「フロアユニット」と呼び、寮生活の核として位置づけた。また、寮生自身による生活組織として、種々の委員会を設置し、全員がそのなかのいずれかの委員会に属して、各フロアの代表を務めるものとした。任期は半年で、すべての寮生が少なくとも2種の委員会委員を経験することになり、委員会活動を通じて、一人ひとりが何らかのリーダーシップを発揮し、指導力と協調性が養成できるものと期待した。昭和60年からは、各フロアに1名ずつ寮生アドバイザー(現 :サポーター)を配置した。寮生アドバイザー志度は、上級生が新入生に寮生活や学習面をはじめ学生生活全般についてのアドバイスをおこなうことにより、新入生が1日も早く本学の生活に順応できるよう配慮したものである。その人選は、在寮している2年生(平成2年度からは2・3年生)のうちから教員が候補者を推薦し、勉学・生活状況、リーダーシップの有無、本人の希望等を勘案したうえ決定された。

#### Ti-House
大学院博士課程に在籍する学生、海外からの留学生やPD研究員などの宿泊・滞在のほか、日本人学生が日常的に海外の生活や文化に触れ、国際性をはぐくむことを目的とした「国際交流ハウス」として誕生した。場所は、株式会社豊田中央研究所から新たに購入したキャンパス南側の土地約2,420㎡。国際交流イベントが開催可能な「交流ラウンジ」を備え、日本人学生が海外留学前の準備として外国人と協働生活を行うことや、海外からの客員教授や共同研究者、短期の留学生などの利用も考慮した多彩なタイプの部屋を有している。建設当初は新久方寮建設のため、暫定的に女子学生と修士学生の生活スペースとして活用したが、2017年度から本格運用を開始した。 入口のレンガは、トヨタグループ発祥の地である現在のトヨタ産業技術記念館の地中から出てきた旧豊田紡織株式会社の工場の土台に使われていたものである。 なお、名称はToyota-Kodai International Houseを略し、Ti-Houseと書かれるが、読み方は「タイハウス」である。

## 豊田工業大学シカゴ校(TTIC)
1998年に就任した豊田達郎理事長は、米国の大学に留学した自身の経験もあり、トヨタ自動車では長く海外での事業展開に携わり、その後、副社長、社長を歴任した。本学が国際化に向けて、本格的に取り組みはじめることになったこの時期に理事長に就任したことは、時宜を得たものとして期待が高まった。博士課程の設置構想段階から、将来の工学、ことに伝統的な機械あるいは電気、通信といった分野は、情報科学を取り入れることで、さらに発展すると見なされていた。そのため、本学においても、その中核となる情報基礎理論分野に、強力な教員スタッフを充実させることが、主要な構想の一つとなっていたが、博士課程設置後、数次にわたって、同分野の主担当教授を内外から募ったものの、国内はもとより、情報科学で世界を牽引し、研究者人材も豊富とされるアメリカにおいても、第一線の研究者を採用することは、社会・研究など諸環境の違いにより困難を極めた。そのため、永澤学長（当時）は情報科学分野の強力な教員や研究者を採用するためには、直接アメリカに研究拠点を設けて、日本の本学との間で連携して情報科学分野の研究・教育の進展を図る方が、当初の博士課程構想がより実現しやすくなるのではという考えをもつに至った。そこで、永澤学長はかつて研究員として在籍したことがあるシカゴ大学を訪ね、旧知のスチュアートライス元・学部長から、この分野を担当するリッジウェイスコット教授の紹介を受け、同教授に助言を求めるとともに、ミシガン大学の関係者からも同国における（研究分野、立地、組織、給与、研究費、知的所有権等）各種情報の提供を受けた。シカゴ大学は、他の突出した分野に比べて、コンピュータサイエンスの分野には、やや弱さがあるとして、将来を展望して、コンピュータサイエンス分野の強化に乗り出していた。スコット教授から本学の動きを聞いた同大のデイビッドＷ．オクトビー学部長は、提携に強い関心を示した。一方、本学でも、シカゴ大学が、本学にとって最適であるとの結論に達していた。そして、本学が当面めざす30名規模の教員と、シカゴ大学の同規模の教員組織が目標を同じくして一緒に取り組めば、情報科学の分野でトップクラスをねらえると判断を下した。そして、2001年11月13日の理事会において、最終的にUSサテライトの設置が決議された。

様々な準備を経て、2003年、本学は、大学院情報援用工学専攻「情報基礎理論」の分野をさらに強化、充実するため、シカゴ校(TTIC)を設立した。キャンパスは、アメリカ合衆国イリノイ州にあるシカゴ大学構内にあり、この分野で最先端のレベルを誇るシカゴ大学と共同で研究・教育を行ってきており、現在ではCS（コンピュータサイエンス）分野の重要領域で、卓越した成果で、トップクラスにランクされる存在となっている。TTICは、本学と共同研究を展開し、遠隔講義を実施するなど連携を深めており、本学の大学院生を協定留学生や研究インターン生として受け入れている。

### 豊田達郎奨学基金奨学金
TTIC開校10周年の2013年、学校法人トヨタ学園およびTTIC名誉理事長であった豊田達郎氏より、豊田工業大学とTTICのさらなる交流・連携強化を図るための資金として3億円の寄付がなされ、それをもとに豊田達郎奨学基金奨学金制度が誕生した。協定留学に係る実費を給付するほか、豊田工業大学出身で、TTICに正規入学する学生に対する経済支援にも使われる。

## 対外関係

### 他大学との協定
- 南山大学（2003年（平成15年）締結）
- 愛知大学（2010年（平成22年）締結）
- 名古屋市立大学 (2019年（令和元年）締結)
- 豊田工業大学シカゴ校
- シカゴ大学
- デューク大学
- アラバマ大学
- ライス大学
- 北京化工大学
- 国立中興大学
- ハンナム大学（英語版）
- ポハン工科大学
- ハノイ工科大学
- ニューサウスウェールズ大学
- チェンマイ大学
- ホーチミン科学大学（英語版）
- チュラロンコン大学
- 泰日工業大学
- ペラデニア大学
- パルドゥビツェ大学（英語版）
- ブルーノ工科大学
- ブルゴーニュ大学（英語版）
- レンヌ第1大学（英語版）
- オーフス大学

### 姉妹校
- 豊田工業大学シカゴ校
  - 豊田工業大学の博士後期課程情報援用工学専攻の研究領域のうち、情報基礎理論の分野をさらに充実するため、この分野の最先端である米国シカゴに設立された。キャンパスはシカゴ大学内にあり、同大学との共同研究、単位互換がスムーズに行えるように配慮されている。現在の主な取り組みは「計算基礎理論」、「人工知能」、「プログラミング技術」。

## 出身者
- テルのび太（プロボクサー）[41]
- 吉川靖司(トヨタ紡織九州株式会社 元取締役社長)
- 林 茂(株式会社東海理化クリエイト　元取締役社長)

## Wiki関係他プロジェクトリンク
- 豊田工業大対策（ウィキブックス）